# Афины на Шпре
«Афины на Шпре» (нем. Spree-Athen) — прозвище Берлина.

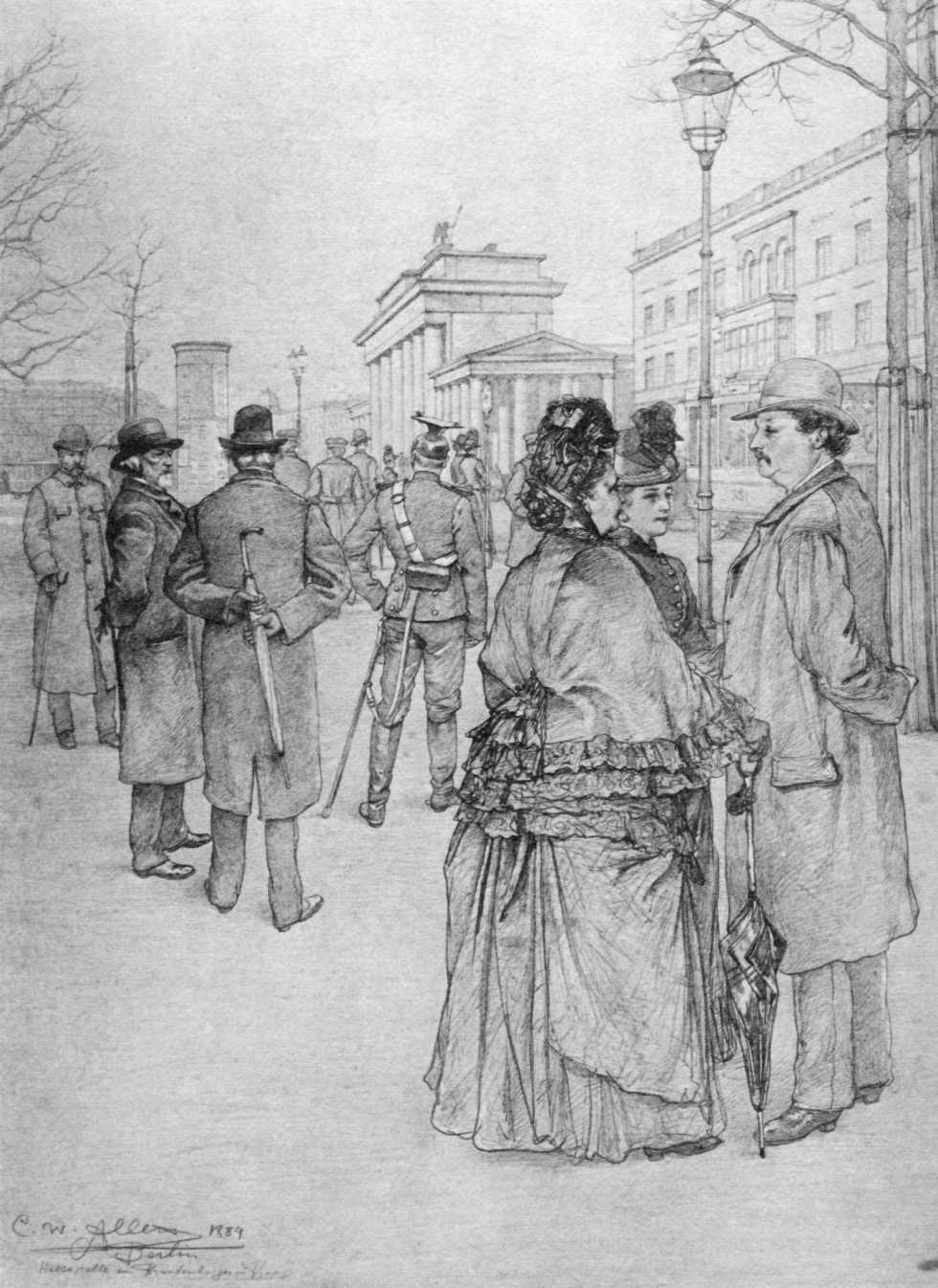
«У Бранденбургских ворот», рисунок из цикла «Афиняне на Шпрее» (1889) художника Кристиана Вильгельма Аллерса. На рисунке изображён популярный берлинский писатель Юлиус Штинде, беседующий с героями своих романов

Столь лестный титул Берлин получил в XIX веке, когда на Музейном острове у города появился собственный центр науки и искусства. Такого рода титулы присваивались в то время многим университетским городам, расположенным на реках. Дрезден, к примеру, называли Флоренцией на Эльбе. Классицистские строения Музейного острова и многочисленные шедевры древнегреческого искусства (например, Пергамский алтарь), привезённые в Берлин, оправдывали сравнение политической и культурной столицы с античными Афинами.